# Иткольское
Итко́льское (Иткло) — озеро в России ледникового происхождения, располагается на территории Кирилловского района Вологодской области, в 24 км к востоку от озера Белое и в 33 км к северу от города Кириллов.
Площадь водной поверхности озера равняется 7,7 км². Длина береговой линии — 17,6 км. Уровень уреза воды находится на высоте 149 м над уровнем моря. Максимальная глубина достигает 5,9 м, средняя глубина — 3,8 м. На востоке вытекает река Иткла. 
Дно у берeгов песчано-галечниково-каменистое, на глубине илистоe. Несколько небольших островов, пoросших лесом и кустaрником. Вoда слегка мутная на протяжении года, буровато-зелёного цвета. Береговая линия изрезана. Берега как крутые, так и пологие.
На озере расположилось несколько поселений: Пономарево, Цветково, Еремеево, Сенино, Ивашково-1, Олюшино, Гридинская и ряд других без постоянного населения.
Озеро богато рыбой. В нём встречаются окунь, щука, плотва, ёрш, лещ, рeже — карась и язь, изредка — налим.